# Czermin (powiat Pleszewski)
Czermin is een dorp in het Poolse woiwodschap Groot-Polen, in het district Pleszewski. De plaats maakt deel uit van de gemeente Czermin.